# Episodi di Cardfight!! Vanguard: High School Arc Cont.
Cardfight!! Vanguard: High School Arc Cont. (カードファイト！！ ヴァンガード 続・高校生編?, Kādofaito!! Vangādo zoku kōkōsei-hen) è stato trasmesso in Giappone dall'11 maggio al 10 agosto 2019 su TV Tokyo per un totale di 14 episodi. Le sigle sono INVINCIBLE FIGHTER (apertura) e Takin' my Heart (chiusura) entrambe delle RAISE A SUILEN.

Il logo della serie

I protagonisti sono Aichi Sendou ed i suoi amici, che nella precedente stagione sono riusciti a proteggere il Pianeta Cray della minaccia dei Wandering Star Brandt, tuttavia, i ricordi legati a Kourin Tatsunagi e la battaglia contro i Brandt sono inspiegabilmente scomparsi. Con l'avvicinarsi del "Vanguard Koshien", ha inizio una lotta per riconquistare quel "qualcosa" andato perduto per i giocatori di Vanguard.

## Lista episodi
| Nº serie | Nº           | Titolo italiano (traduzione letterale) Giapponese 「Kanji」 - Rōmaji | In onda        | In onda |
| Nº serie | Nº           | Titolo italiano (traduzione letterale) Giapponese 「Kanji」 - Rōmaji | Giapponese     |         |
| 1 (423)  | Dimension 1  | Scioglimento!! 「廃部!!」 - Wai bu!! | 11 maggio 2019 |         |
| 2 (424)  | Dimension 2  | Aichi allenatore!? 「コーチはアイチ！？」 - Kōchi wa Aichi!? | 18 maggio 2019 |         |
| 3 (425)  | Dimension 3  | Il principe dagli occhi diabolici di un altro mondo canta dell'eroe e dell'amore più forti 「異世界転生した邪眼の王子は、最強勇者と愛を謳う」 - Isekai tensei shita yokoshima me no ōji wa, saikyō yūsha to ai o utau | 25 maggio 2019 |         |
| 4 (426)  | Dimension 4  | Vai oltre il mondo!! 「グローバルを超えろ！！」 - Gurōbaru o koero!! | 1º giugno 2019 |         |
| 5 (427)  | Dimension 5  | Immaginazione perduta 「失われたイメージ」 - Ushinawareta Imēji | 8 giugno 2019  |         |
| 6 (428)  | Dimension 6  | L'inizio della fine 「はじまりのジ・エンド」 - Hajimari no ji Endo | 15 giugno 2019 |         |
| 7 (429)  | Dimension 7  | Il sussurro di Greion 「グレイヲンの囁き」 - Gureiwon no sasayaki | 22 giugno 2019 |         |
| 8 (430)  | Dimension 8  | L'ultimo... Delete End 「The・・・ラスト・デリートエンド」 - Za Rasuto Derīto Endo | 29 giugno 2019 |         |
| 9 (431)  | Dimension 9  | La risoluzione del dominatore 「王者の決意」 - Ōja no ketsui | 6 luglio 2019  |         |
| 10 (432) | Dimension 10 | Risvegliati!! Vanguard Koshien!! 「スタンドアップ！！ヴァンガード甲子園！！」 - Sutando Appu!! Vangādo Kōshien!! | 13 luglio 2019 |         |
| 11 (433) | Dimension 11 | Bentornato, Kai 「おかえり、櫂」 - Okaeri, Kai | 20 luglio 2019 |         |
| 12 (434) | Dimension 12 | Memoria che non è né passato né futuro 「過去でも未来でもない記憶」 - Kako demo mirai demonai kioku | 27 luglio 2019 |         |
| 13 (435) | Dimension 13 | Battaglia decisiva!! 「決着!!」 - Ketchaku!! | 3 agosto 2019  |         |
| 14 (436) | Dimension 14 | Benvenuto, Cardfight Club 「ようこそ、カードファイト部へ」 - Yōkoso, Kādofaito buhe | 10 agosto 2019 |         |